# Neurotheca loeselioides
Neurotheca loeselioides là một loài thực vật có hoa trong họ Long đởm. Loài này được (Spruce ex Progel) Baill. mô tả khoa học đầu tiên năm 1889.